# Покровка (Заводоуковский район)
Покровка — деревня в Заводоуковском районе Тюменской области. В рамках организации местного самоуправления находится в Заводоуковском городском округе.

## История
До 1917 года в составе Боровинской волости Ялуторовского уезда Тобольской губернии. По данным на 1926 год состояла из 70 хозяйств. В административном отношении входила в состав Шестаковского сельсовета Новозаимского района Тюменского округа Уральской области.

## Население
| 2010 |
| ---- |
| 66   |

По данным переписи 1926 года в деревне проживало 317 человек (163 мужчины и 154 женщины), в том числе: русские составляли 96 % населения, цыгане — 3 %.